# Unterseeboot 3514
L’Unterseeboot 3514 est un sous-marin allemand (U-Boot) de type XXI de la Kriegsmarine pendant la Seconde Guerre mondiale.

## Conception
Il appartient aux sous-marins électriques nouvellement développés à la fin de la guerre avec un équipage de 57 hommes. La pose de la quille de U 3514 a lieu le 21 août 1944 au chantier naval Schichau-Werke à Dantzig.
Il a un déplacement de 1 621 tonnes en surface et 1 819 tonnes en plongée. Il a une longueur hors-tout de 76,70 mètres, un maître-bau de 8,0 mètres, une hauteur de 11,30 mètres et un tirant d'eau de 6,32 mètres. Le sous-marin est propulsé par deux hélices, deux moteurs Diesel MAN SE M6V40/46KBB de 6 cylindres en ligne de 4 000 ch produisant un total de 2 900 kW en surface, de deux moteurs électriques Siemens-Schuckert GU365/30 à double effet de 5 000 ch (4 100 kW), ainsi que de deux moteurs électriques Siemens-Schuckert GV232/28 pour la marche silencieuse de 226 ch (166 kW).
Le sous-marin a une vitesse en surface de 15,6 nœuds (28,9 km/h) et une vitesse de 17,2 nœuds (31,9 km/h) en plongée. Immergé, il a un rayon d'action de 340 nautiques marins (630 km) à 5 nœuds (9,3 km/h; 5,8 nautiques par heure) et peut atteindre une profondeur de 280 mètres. En surface son rayon d'action est de 15 500 nautiques (soit 28 700 km) à 10 nœuds (19 km/h, 12 nautiques par heure). Sa capacité de gazole est de 250 tonnes et ses batteries se composent de 372 éléments 44 MAL 730 (33 900 Ah).

## Historique
Günther Fritze, né à Burg le 12 juin 1922, est le commandant de l'U 3514 de la mise en service de ce sous-marin le 12 décembre 1944 jusqu'au 5 mai 1945. Du 6 mai 1945 au 8 mai 1945, le lieutenant Klaus Willeke (né le 16 février 1919) en est le commandant. À la fin de la guerre, Friedrich Elchlepp est affecté au sous-marin en qualité d'officier de quart, au grade de lieutenant en mer.
Après sa mise en service, l'U 3514 appartient à la 8e flottille d’entraînement et du 16 février 1945 au 8 mai 1945 à la 5e flottille d'entraînement. Il n'est pas utilisé pour des missions de combat et prend part à l'évacuation des blessés et des réfugiés à la fin de la guerre. En février et mars 1945, il emmène des invalides de guerre ainsi que des femmes avec des enfants de la péninsule de Hel à Travemünde.
Le capitaine de vaisseau Willeke capitule le 8 mai 1945 à Bergen ; l'équipage est captif des Britanniques. Le sous-marin est convoyé le 29 mai 1945 au Loch Ryan puis dans le port de Londonderry le 8 juin. Il est amené à Moville en janvier 1946. Il est gardé en réserve au cas où l'un des bateaux de type XXI remis aux Soviétiques après la guerre ne leur parviendrait pas intact. Le 7 février 1946, il est ajouté à la liste de l’opération alliée de destruction massive d'U-Boote (Deadlight). Deux jours plus tard, le 9 février, il quitte Moville en remorque. Le 12 février, le HMS Loch Arkaig commence son sabordage à 9 h 36 avec son canon de marine de 4 pouces QF Mk V, ses charges de profondeur Squid et ses obus Shark, tirés à partir du canon de 4 pouces.
L'U 3514 coule à 10 h 4. Il est le dernier navire détruit dans le cadre de cette opération de destruction massive d'U-Boote. L'épave repose à 600 mètres de profondeur.